# Fifty-pounds

Fifty-pounds o Fifty pounds es un trago de origen inglés que utiliza como base la ginebra o gin.

## Historia
En la primera mitad del siglo XVIII, el Reino Unido en general, y Londres en particular, se había sumido en una crisis de consumo de ginebra como nunca antes se había dado. Con el ascenso al trono de Guillermo de Orange en 1688 se había popularizado el consumo de este destilado en toda el Reino Unido, fundamentalmente como contrapartida y elemento diferenciador del famoso brandy francés, en una época en que las relaciones entre ambas potencias no pasaban por su mejor momento.
Como medida proteccionista frente a Francia se establecieron altas tasas a la importación del brandy, lo que favoreció enormemente la producción nacional de ginebras y provocó un estallido en su consumo. Auspiciados además por las bondades económicas que suponía este aumento de la demanda del grano para producir alcohol, se llegó a establecer a la destilería como uno de los pilares de la bonanza económica británica. Sin embargo, estas presunciones derivaron en poco tiempo en un alto grado de alcoholismo que afectó a todas las clases sociales y degradó de manera alarmante la siempre moderada sociedad inglesa. El gobierno, principal causante de esta situación, trató de frenar esta adicción estableciendo medidas que contrarrestasen y frenasen el descontrolado consumo del destilado y la cada vez mayor, y peor al mismo tiempo, producción casera del destilado. 
Se promulgaron los denominados Gin Acts, con los que el gobierno trataba de frenar la dramática situación de la sociedad. Concretamente, entre 1729 y 1751 se decretaron cinco normas con las que se intentó paliar y dar un vuelco a la trágica realidad. Una de ellas, datada en 1736 es la que da nombre a la ginebra analizada hoy; se legisló una tasa para la venta de ginebras de 50 Libras (fifty pounds) anuales, se trataba de eliminar la destilación de dudosa calidad y con ella disminuir el consumo desbocado, al menos, por las clases sociales más bajas. Sin embargo, la medida no fue lo que se puede considerar un éxito, ya que para desgracia de sus promulgadores tuvo un efecto totalmente contrario al pretendido, en los seis años siguientes, únicamente dos destiladores pagaron la tasa y se produjo un aumento de la producción ilegal.
Es en esta época en la que una familia londinense de pequeños destiladores encuentra una fórmula peculiar de ginebra, a la que, a modo sarcástico denominan en privado Fifty Pounds. Receta guardada celosamente para consumo privado durante generaciones hasta nuestros días, en que el nuevo resurgir de la ginebra (de forma mucho más moderada y controlada), ha llevado a los descendientes de aquellos destiladores independientes, a revelar la composición mágica de esta especial ginebra.

## Elaboración
Está producida en una pequeña y legendaria destilería situada en el sudeste de Londres; la Támesis Distillers, respaldada por una tradición de más de dos siglos. El proceso de destilación se lleva a cabo en un alambique diseñado por John Dore & Co., en el cual una precisa combinación de flores, hierbas, frutas y especias, unida a un grano de excelente calidad y cuatro veces destilado da lugar a esta galardonada ginebra.
El proceso de destilación por lotes, busca la esencia de la ginebra en cada alambicamiento. Se desecha del destilado de grano cualquier impureza, quedándose siempre con el corazón de la destilación hasta un total de cuatro veces. El objetivo es obtener la mezcla más pura, que garantice una fusión perfecta con el resto de botánicos.
El destilado resultante se deja reposar un máximo de tres semanas, con el fin de que se empape de las esencias de los botánicos de la fórmula, que combinarán con el grano depurado en una perfecta armonía de aromas y suavidad.
Finalmente, con el fin de rebajar la fórmula, se mezcla con agua desmineralizada que dará lugar a la proporción exacta del espirituoso y su contenido en alcohol.

## Ingredientes
La lista de ingredientes se caracteriza por una mezcla de los mismos en proporciones perfectamente equilibradas, según palabras de su maestro destilador: “no sobresalen los cítricos como en algunas ginebras, ni el enebro como en otras recetas clásicas, ni tampoco elementos exóticos o poco identificables que distorsionen o se alejen del concepto ginebra”.
```
   Enebro
   Semilla de cilantro
   Granos del paraíso (Aframomum melegueta)
   Piel de naranja
   Piel de limón
   Regaliz
   Satureja
   Raíz de angélica
```

## Presentación
En elegante botella, que imita a las antiguas Gin case. Estamos hablando de una ginebra que tiene más de dos siglos de historia, no tendría sentido adornarla con una botella de diseño y estilo moderno.
Se recrea en la sensualidad de sus formas, con una silueta muy femenina. Únicamente aparece en ella a modo de sello en la parte frontal una etiqueta de cartón reciclado sesgada con el escudo y la marca. Se nos indica además el número de lote al que pertenece, con el fin de darle un toque más exclusivo. Los laterales llevan en relieve referencias al nombre de la ginebra y a su origen y finalmente, la parte trasera incluye grabado en blanco una breve descripción del origen y proceso de elaboración.

## Precio
En torno a los 24 Euros la botella de 70 cl.

## Graduación
43,5% Vol. Según la marca la graduación perfecta para una ginebra, independientemente de si se va a tomar sola, mezclada en cóctel corto o combinada con tónica.

## Sabor
Ginebra limpia y cristalina, escasamente perfumada, perfectamente equilibrada, no destaca ningún botánico por encima de los demás, en boca es suave pero con vigor, una vuelta a los orígenes de la ginebra, porque no por ser premium tienes que perder tu historia.

## Preparación
Recomendada por la propia marca para un Gin Tonic sin ningún tipo de florituras. Ginebra, tónica (a ser posible de burbuja fina) y piel de limón. Ideal para cualquier momento. 
Si queremos algo un poco más elaborado, podemos sustituir la piel de limón por 3 frambuesas trituradas, que le darán un delicioso color y sabor.